# كبل محوري

نموذج كبل محوري.

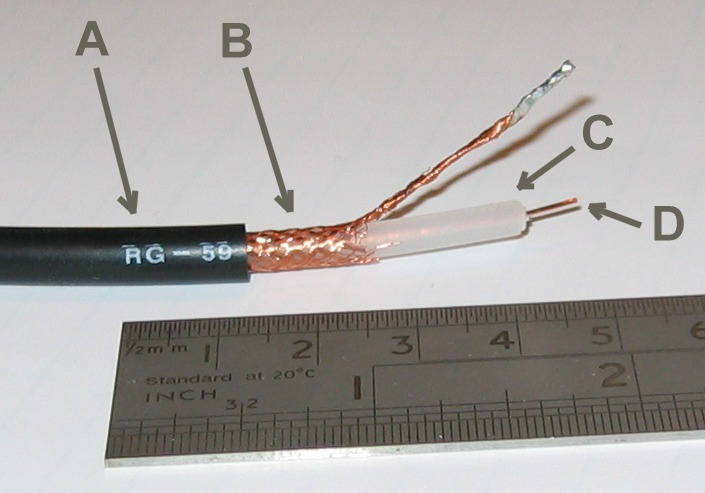
مكونات كبل محوري رقم RG-59
A: عازل خارجي بلاستيكي
B: موصل وقائي نحاسي مجدول
C: عازل كهربائي
D: موصل مركزي

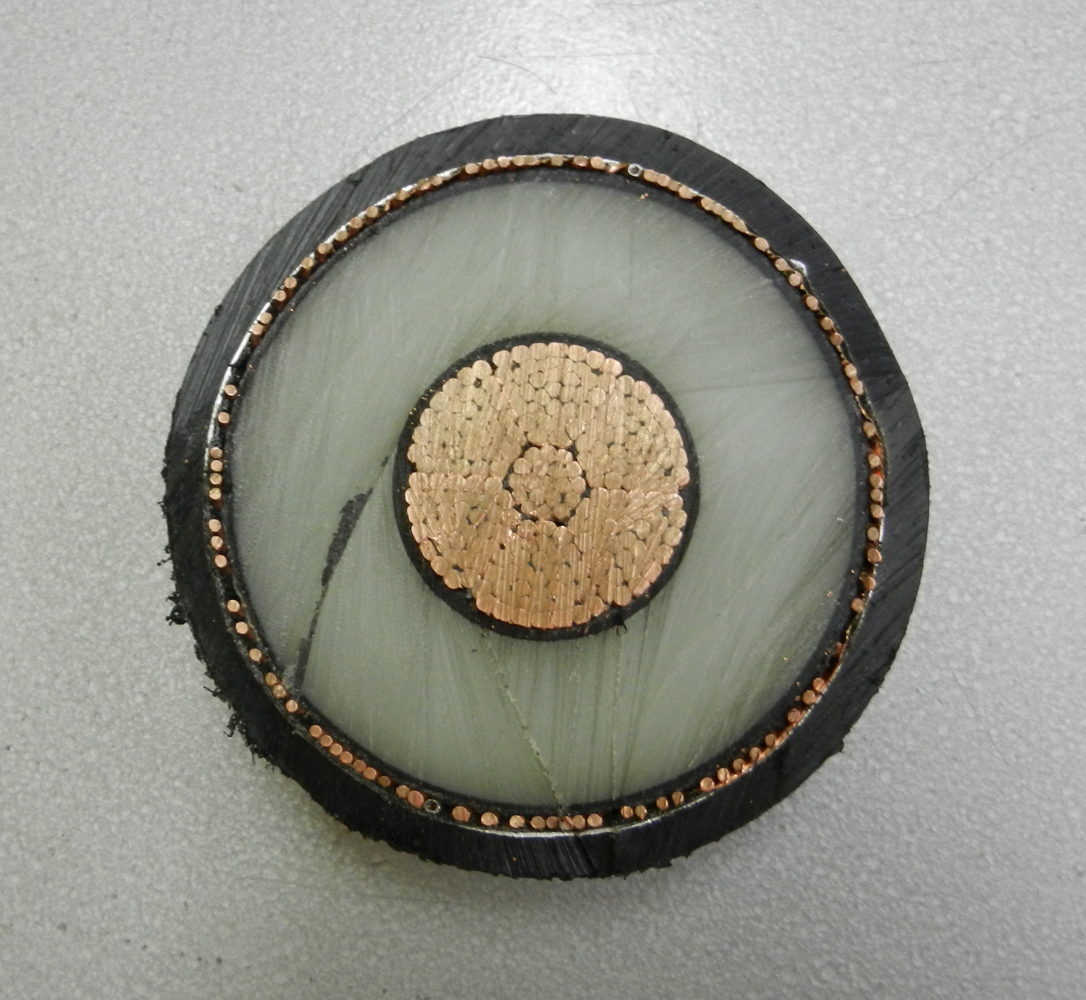
صورة لمقطع عرضي لكابل محوري

الكبل المحوري (بالإنجليزية: Coaxial cable)‏ هو نوع من أنواع الكبلات النحاسية المستخدمة ويتكون من سلك نحاسي محاط بمجموعة أسلاك مجدولة ويفصل بينهما طبقة عازلة . الكابل المحوري يصنع خصيصا لنقل الإشارات ويستخدم كثيرا لتوصيل جهاز راديو أو جهاز تسجيل بجهاز آخر. كما يستخدم من قبل شركات الهاتف والاتصالات . فالإشارات ما هي إلا موجات ترددات عالية . تتصل الشبكة المعدنية الواقية بالأرضي فلا تؤثر شوشرة من الخارج على السلك المحوري . يكون الكبل المحوري بقطر 5 - 15 مليمتر .
ويستخدم أيضا لنقل البث التلفزيوني وفي أجهزة الفيديو .ويعم استخدامه أيضا في شبكات الراديو السلكية واللاسلكية .حيث أن أطوال قصيرة منه تستخدم لربط أجهزة ومعدات الاختبار مثل مولدات الإشارة. ويستخدم على نطاق واسع لربط شبكات الكمبيوتر في المنطقة المحلية . ولكن يتم في الوقت الحاضر استبداله بالأسلاك المحورية المجدولة والألياف الضوئية.
ومن استخداماته في الأعمال التجارية وشبكة إيثرنت.
كما يربط بين محطة الإرسال التلفزيوني أو الإرسال الراديو وبين هوائي الإرسال وهذا النوع يسمى خط إرسال ترددات الراديو أو خط قفصي  ويكون عالي القدرة.

## تاريخ الكبل المحوري
نتيجة للحاجة الملحة في ذلك الوقت بسبب تغير الأوضاع الاقتصادية والعلمية كان لا بد من إيجاد وسيلة من التكنولوجيا آنذاك تسهل عملية الاتصال والتواصل فجاء الحل باختراع الكبل المحوري.حيث اخترع عام 1929م واستخدم لأول مرة عام 1941م وبعد ذلك قامت AT&T بتشكيل فريقها الأول الذي اعتمد على هذه التقنية.ثم انتقل النظام عام 1940م الذي اعتمد على الكبل المحوري وغيرها من العوامل الأخرى إلى الأسلاك المجدولة والألياف الضوئية حيث أصبحت هي البدائل.

## بنية الكبل المحوري
بنية الكبل المحوري:هو كبل واحد يتكون من اثنين الموصلات من هما الموصل الداخلي والخارجي وهي تشترك في نفس المحور لهذا سميت بالكبل متحد المركز.الموصل الداخلي يعزله عازل كهربائي عن الموصل الخارجي ويغلفهما طبقة واقية عازلة هي الأخرى فيسهل استخدامه واستعماله .الموصل الداخلي هو عادة سلك رفيع تنتقل فيه الإشارات المرسلة، مثل كابل إنترنت أو كبل تليفون أو إلى مضخم صوت. الموصل الخارجي هو عادة يكون الدرع مصنوع من نوع مختلف من المواد ويحيط بالموصل الداخلي وبصلهما عن بعض طبقة عازلة . و يكون الدرع مؤلفا من إسلاك مضفرة .
الكابلات المحورية والنظم المرتبطة بهاو ليست مثالية وهناك بعض الإشارات تشع من الكابلات.
الموصل الخارجي له وظائف كثيرة وهي كدرع للحد من اقتران
الإشارة إلى الأسلاك فهو يحمي من الحقول الكهرومغناطيسية.
هناك العديد من الأنواع المختلفة من الكبل المحوري.لأن كل نوع منها مع الخصائص الفيزيائية والإلكترونية مختلف عن الأخر حيث أنه يصمم لأداء مهام معينة.

## استخدام الكابل المحوري
الكابلات المحورية تصنع خصيصا لنقل الإشارات. لهذا تستخدبم في البث التلفزيوني والراديو وكذلك في وصلات الهاتف. تعمل لنقل الترددات العالية تحت جهد صغير.
تعمل لنقل عدد كبير من النطاق الترددي الذي يسمح لها لحمل إشارات
متعددة مما يجعلها مثالية لاستخدامها في العديد من كابلات البث التلفزيوني. التدريع الواقي المتأرض يوفر حماية من التداخل الكهرومغناطيسي مما يسمح للإشارات على انخفاض القدرة على أن تنتقل لمسافات أطول وهو يمنع من اقتراب الإشارة إلى الأسلاك المجاورة مما يتيح زيادة أطوال الكبل الموصلة إلى مكبرات الصوت . الكبل المحوري
يستخدم طوبولوجيا لربط شبكة الاتصال التي هي عرضة للاحتقان.

## آلية عمل الكابل المحوري
الطريقة التي يعمل بها الكابل المحوري هي طريقة بسيطة والإشارات التي تحتاج إلى أن تنتقل يتم إرسالها على طول الموصلات الداخلية والإشارة لا تتحرك في خط مستقيم لأن الانحناءات في الكبل المحوري تمنع ذلك من الحدوث ثم يأتي دور الموصل الخارجي فهو يتكون من الموصل المجدول الذي يوصل أي إشارة مشوشرة خارجية إلى الأرضي ويقي بذلك السلك المحوري الحامل للإشارات.
الإشارة تفقد شيئا من طاقتها لأنها تسافر على طول الكابل . وهذه الخسارة في الطاقة تأتي في شكل فقدان الإشارة إلى الموصل الخارجي وهذا يجعل من فقدان إشارة الكبل المحوري أقل مثالية لتطبيقات كثيرة ولكن يمكن التغلب على ذلك وتقوية الإشارات بواسطة مضخم إلكتروني في سكتها.

## اقرأ أيضا
- إرسال تردد الراديو
- كابل (أحبال سلكية)
- كابل قوى
- طاقة كهربائية
- توليد الكهرباء
- الاستهلاك المنزلي للطاقة
- شبكة ذكية
- خط نقل
- نقل الكهرباء
- كبل اتصالات بحري
- وحدة اتزان الهاتف